# Steven Mintjens
Steven Mintjens (Brecht, 12 mei 1966) is een dirigent, muzikant, componist en arrangeur. Hij is reeds jarenlang de vaste muzikale begeleider van komiek Luc Caals. Mintjens werkte ook jarenlang als muzikant en componist voor Studio 100. Steven Mintjens is de vader van stand-upcomedian en actrice Jade Mintjens.

## Biografie
Op 6-jarige leeftijd kreeg Mintjens muzieklessen van zijn vader Eddy Mintjens, waaronder notenleer, klarinet en saxofoon. Met deze kennis kon hij later ingelijfd worden in drie harmonieorkesten waar zijn vader dirigent van was. Vanaf zijn 8ste tot zijn 16de volgde hij pianolessen aan de muziekacademie van Merksem. Daarna startte Mintjens als leerling aan de Kunsthumaniora, waarna hij later ook student werd aan het Conservatorium van Antwerpen en Rotterdam.
In 1987 nam hij het harmonieorkest van Oostmalle over van zijn vader.
In 1990 begon Mintjens als dirigent bij de Koninklijke Harmonie Broederband.
In 1995 ging Mintjens aan de slag bij Studio 100 van Gert Verhulst en Hans Bourlon als muzikant voor Samson & Gert shows. Hij werd later ook gevraagd het dirigentschap op zich te nemen voor de musical van Sneeuwwitje. Hij hernam deze samenwerking in 1999 voor de musical Assepoester. Mintjens was ook verantwoordelijk van verschillende cd-opnames zoals: Pinokkio, Robin Hood, Doornroosje, de 3 Biggetjes en de kleine Zeemeermin.
In 2003 ging Mintjens werken voor Follies-Bergère in Parijs als directeur musical voor de productie van Blanche-Neige.
In 2015, na 25 jaar, gaf hij de fakkel van het dirigeren bij de Koninklijke Harmonie Broederband voorgoed door aan zijn opvolger. Mintjens begeleide zijn opvolger wel nog tijdens het jaarconcert om alles in goede banen te leiden.
Op 15 september 2023 ging in het Fakkeltheater het toneelstuk 'Morgen word ik nuchter' in première. Acteur Rikkert Van Dijck, samen met Mintjens als muzikant, speelden de toneelbewerking gebaseerd op het gelijknamige boek 'Heterdaad' en 'Stille Waters' van de bekende scenarist Ward Hulselmans.
Door zijn muzikale veelzijdigheid is Mintjens nog steeds een veelgevraagde componist en muzikant. Hij werkte reeds samen met artiesten zoals: Robert Mosuse, Margriet Hermans, Wendy van Wanten, Coco Jr., Jean Bosco Safari, Guido Belcanto, Golden Earring, K3, Johan Verminnen en Sandrine.

## Carrière

### Studio 100
- Samson & Gert (kerst)shows.
- Iedereen is ziek.
- De 3 Biggetjes (musical).
- Doornroosje (musical).
- Pinokkio (musical).
- De kleine zeemeermin (musical).
- Assepoester (musical).
- Musical- supervisor voor de romantische musical Sneeuwwitje.
- Studio 100 cd – opnames voor de zingende kabouters, honden, piraten en biggetjes.
- Intro's voor Samson en Gert zomershows.
- Piet Piraat shows.
- Het grote Kabouter Plop meezingboek met kinderliedjes.[7]

### Programma's
- Titelmuziek van het dierenprogramma Dikke Vrienden dat twee seizoenen lang te zien was op BRT.

### Werken
- 1984-1994: klarinettist en pianist aan de muziekkapel van De Grenadiers en Belgische Zeemacht.
- 1994: start van een project als repetent en muzikant bij de Koninklijk JeugdTheater (KJT).
- 1995-2015: Koninklijke Harmonie Broederband.
- 1995: de intrede bij studio 100.
- Dirigent bij hafabra.
- Klarinettist en pianist bij de muziekkapel van de Marine.
- Arrangementen voor Dieter Troubleyn.[8]

## Prijzen en erkenning
- Eerste prijs klarinet behaald bij Walter Boeykens.
- Finalist van de internationale dirigentenwedstrijd in Kerkrade.